# خارزن
خارزن هي قرية في مقاطعة نائين، إيران. يقدر عدد سكانها بـ 17 نسمة بحسب إحصاء 2016.